# Spirorbis
Genre
Spirorbis (les spirorbes) est un genre de vers annélides polychètes sédentaires de la famille des Serpulidae.

## Liste d'espèces
Selon World Register of Marine Species (22 février 2016) :

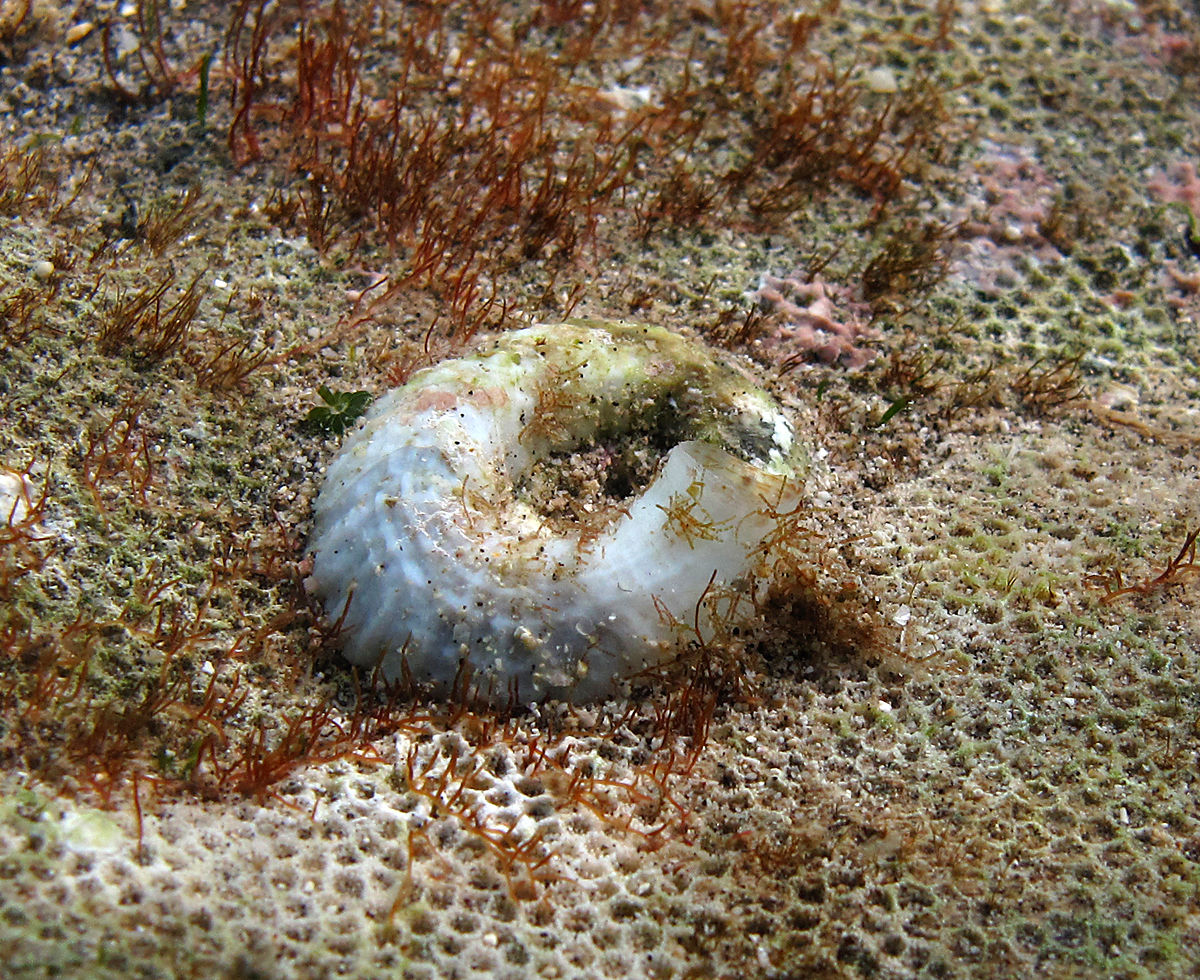
Tube de spirorbe à La Réunion.

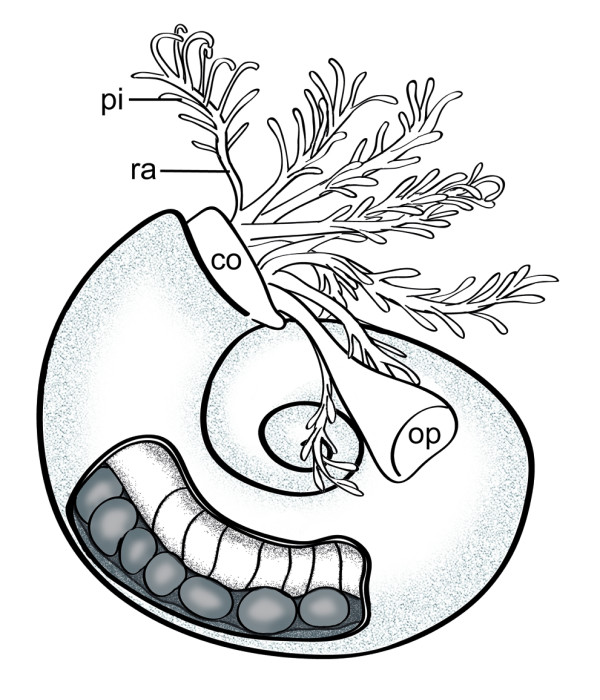
Anatomie de Spirorbis spirorbis

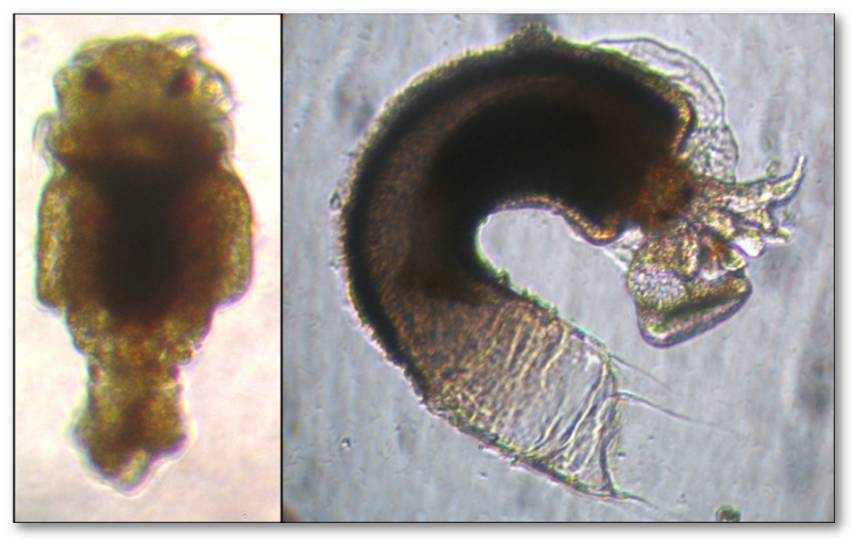
Larve et post-larve de Spirorbis spirorbis

- Spirorbis africana Sterzinger, 1909
- Spirorbis albus Mörch, 1863
- Spirorbis ambiguus Fleming, 1825
- Spirorbis ammonita Schmidt in Mörch, 1863
- Spirorbis anguineus Belokrys, 1984 †
- Spirorbis annulus Brown in Mörch, 1863
- Spirorbis antarctica Lesson, 1830
- Spirorbis antillarum Augener, 1922
- Spirorbis articulatus Lommerzheim, 1979 †
- Spirorbis ascendens Levinsen
- Spirorbis auricularis Harris, 1969
- Spirorbis baltica Wood in Mörch, 1863
- Spirorbis bernardi Caullery & Mesnil, 1897
- Spirorbis bidentatus Bailey, Harris, 1968
- Spirorbis bifurcatus Knight-Jones, 1978
- Spirorbis bilineatus Schmidt, 1955 †
- Spirorbis calypso Zibrowius, 1970
- Spirorbis carinatus Daudin, 1800
- Spirorbis catagraphus Rovereto, 1904 †
- Spirorbis communis Bosc, 1802
- Spirorbis conoidea Savigny in Lamarck, 1818
- Spirorbis corallinae de Silva, Knight-Jones, 1962
- Spirorbis corrugatus (Montagu, 1803)
- Spirorbis cuneatus Gee, 1964
- Spirorbis dagmar Ziegler, 1984 †
- Spirorbis digitus Harris, 1969
- Spirorbis dorsatus Bush in Moore & Bush, 1904
- Spirorbis flabellis Harris, 1969
- Spirorbis fundatus Belokrys, 1984 †
- Spirorbis gesae Knight-Jones P., Knight-Jones E.W., 1995
- Spirorbis glomeratus Packard, 1863
- Spirorbis heliciformis Belokrys, 1984 †
- Spirorbis imprimus Ziegler & Jozef, 1998 †
- Spirorbis incisus Mörch, 1863
- Spirorbis incongruus Bush, 1905
- Spirorbis inconstans Belokrys, 1984 †
- Spirorbis indicus Sterzinger, 1909
- Spirorbis infundibulum Harris, Knight-Jones, 1964
- Spirorbis inornatus L'Hardy, Quievreux, 1962
- Spirorbis inversus Bush, 1905
- Spirorbis jiangsuensis Yu & Wang, 1981 †
- Spirorbis junior Jager, 1983 †
- Spirorbis kronsmoorensis Jager, 1983 †
- Spirorbis labiatus Jager, 1983 †
- Spirorbis langerhansi Caullery & Mesnil, 1897
- Spirorbis laxus Hall, 1859 †
- Spirorbis levilatus Belokrys, 1984 †
- Spirorbis lineatus Bush, 1905
- Spirorbis lucidus
- Spirorbis margarita Ziegler, 1984 †
- Spirorbis marioni Caullery, Mesnil, 1897
- Spirorbis mediokeuperinus Linck, 1972 †
- Spirorbis mendosus Bush, 1910
- Spirorbis milada Ziegler, 1984 †
- Spirorbis mirus Lommerzheim, 1979 †
- Spirorbis montagui Fleming, 1825
- Spirorbis mutabilis Bush, 1905
- Spirorbis mutsu Jager, 1983 †
- Spirorbis nordenskjoeldi Ehlers, 1900
- Spirorbis nudus Bush, 1910
- Spirorbis obliquiannulatus Belokrys, 1984 †
- Spirorbis obstinatus Lommerzheim, 1979 †
- Spirorbis papillatus Pixell, 1913
- Spirorbis phylactaema Brönnimann & Zaninetti, 1972 †
- Spirorbis placophora Bailey, Harris, 1968
- Spirorbis platycrepidus Belokrys, 1984 †
- Spirorbis platydiscus Belokrys, 1984 †
- Spirorbis polyoperculata Straughan, 1969
- Spirorbis ponticus Eichwald in Mörch, 1863
- Spirorbis porosa Chenu in Mörch, 1863
- Spirorbis ptychopleurus Belokrys, 1984 †
- Spirorbis pusilloides (Bush, 1904)
- Spirorbis quingyani Stiller, 2000 †
- Spirorbis recta Wood in Mörch, 1863
- Spirorbis rothlisbergi Knight-Jones, 1978
- Spirorbis rugatus Bush, 1905
- Spirorbis rugosa Chenu in Mörch, 1863
- Spirorbis rupestris Gee, Knight-Jones, 1962
- Spirorbis samchokensis Shikama & Hirano, 1969 †
- Spirorbis serratus Bush, 1910
- Spirorbis spatulatus Knight-Jones, 1978
- Spirorbis spirorbis (Linnaeus, 1758)
- Spirorbis strigatus Knight-Jones, 1978
- Spirorbis superminor Ziegler, 1984 †
- Spirorbis translucens Bailey & Harris, 1968
- Spirorbis transversus Daudin in Mörch, 1863
- Spirorbis treadwelli Pillai, 1965
- Spirorbis tricostalis Lamarck, 1818
- Spirorbis tridentatus Levinsen, 1883
- Spirorbis tuberculatus Bailey & Harris, 1968
- Spirorbis tumefactus Belokrys, 1984 †
- Spirorbis turnoviensis Ziegler, 1984 †
- Spirorbis unicornis Bailey & Harris, 1968
- Spirorbis variabilis Bush, 1905
- Spirorbis vastus Lommerzheim, 1979 †
- Spirorbis voigti Lommerzheim, 1979 †
- Spirorbis zeylandica Gray in Mörch, 1863